# Castaños
Castaños è un comune del Messico, situato nello stato di Coahuila.